# استیو هاوی (بازیگر)
استیون مایکل رابرت هاوی (انگلیسی: Steven Michael Robert Howey؛ زادهٔ ۱۲ ژوئیهٔ ۱۹۷۷) بازیگر آمریکایی است. وی از سال ۱۹۹۴ میلادی تاکنون مشغول فعالیت بوده‌است.
او در فیلم‌هایی همچون سوپر کراس (۲۰۰۵)، زنده یا مرده (۲۰۰۶)، جنگ عروس‌ها (۲۰۰۹)، قرض گرفته شده (۲۰۱۱)، در چشمانت (۲۰۱۴)، بازی تمام شد مرد! (۲۰۱۸)، بچه‌دارشدن (۲۰۱۸) و استوبر (۲۰۱۹) و سریال بی شرم به ایفای نقش پرداخته‌است.